# Župnija Maribor - Radvanje
Župnija Maribor - Radvanje je rimskokatoliška teritorialna župnija dekanije Maribor mariborskega naddekanata, ki je del nadškofije Maribor.
Župnijska cerkev je cerkev sv. Frančiška Asiškega.